# グレイテスト・ヒッツ (マイケル・ジャクソンのアルバム)
『グレイテスト・ヒッツ〜ヒストリー Vol.1』（Greatest Hits - HIStory Volume I）はアメリカ合衆国のミュージシャン、マイケル・ジャクソンの2001年発売のベスト・アルバムであり、「ヒストリー パスト、プレズント・アンド・フューチャー ブック1」のDisc1のデジタルリマスター版として単品販売されたものである。
順位はビルボード最高85位、イギリスでは最高15位、日本ではオリコン最高70位を記録。

## 解説
フォトは全て『ヒストリー』で使われたものを使っている。アルバム解説以外は、対訳、曲ごとの解説も同じである。そのため「ヒストリーのDisc1と同じ曲目」と注意書きがなされている。
このアルバムの発売直前の10月31日には『オフ・ザ・ウォール』『スリラー』『バッド』『デンジャラス』の4作品がデジタルリマスター版で発売されたが、本アルバムの収録曲はこの4作品の収録曲からの抜粋となっている。
2001年3月には、ソニー・ミュージック・アルゼンチンの手違いにより、アルゼンチン・パラグアイ・ウルグアイで数千枚が発売されてしまい、流通を防ぐため残りは全て廃棄処分となってしまった。
イギリスで「マイケル・ジャクソンの真実」が放映された際最も売り上げが伸びたアルバムであり、最高24位まで復帰した。当時はオーストラリアでも最高10位を記録している。

## 収録曲
1. ビリー・ジーン - Billie Jean - 4:54
2. ザ・ウェイ・ユー・メイク・ミー・フィール - The Way You Make Me Feel - 4:57
3. ブラック・オア・ホワイト - Black Or White - 4:15
4. ロック・ウィズ・ユー - Rock with You - 3:40
5. あの娘が消えた - She's Out Of My Life - 3:38
6. バッド - Bad - 4:07
7. キャント・ストップ・ラヴィング・ユー - I Just Can't Stop Loving You - 4:12
8. マン・イン・ザ・ミラー - Man in the Mirror - 5:19
9. スリラー - Thriller - 5:57
10. 今夜はビート・イット - Beat It - 4:18
11. ガール・イズ・マイン - The Girl Is Mine - 3:41
12. リメンバー・ザ・タイム - Remember the Time - 3:59
13. 今夜はドント・ストップ - Don't Stop 'Til You Get Enough - 6:05
14. スタート・サムシング - Wanna Be Startin' Somethin'  - 6:04
15. ヒール・ザ・ワールド - Heal the World - 6:24